# Шкарников, Николай Николаевич
Николай Николаевич Шкарников (укр. Микола Миколайович Шкарніков; 4 января 1946 — 9 мая 2016) — советский украинский легкоатлет, специалист по бегу на короткие дистанции. Выступал за сборную СССР по лёгкой атлетике в 1960-х годах, обладатель бронзовой медали Европейских легкоатлетических игр в помещении, чемпион Европы среди юниоров, победитель первенств всесоюзного и республиканского значения. Заслуженный тренер Украины.

## Биография
Николай Шкарников родился 4 января 1946 года.
Занимался лёгкой атлетикой в Киеве, выступал за Украинскую ССР, спортивные общества «Буревестник» и «Динамо».
Впервые заявил о себе на международном уровне в сезоне 1964 года, когда вошёл в состав советской сборной и выступил на Европейских юниорских легкоатлетических играх в Варшаве, где стал бронзовым призёром в индивидуальном беге на 400 метров и одержал победу в шведской эстафете 100 + 200 + 300 + 400 метров (бежал на заключительном 400-метровом этапе).
В 1965 году с украинской командой победил в эстафете 4 × 400 метров на чемпионате СССР в Алма-Ате.
В 1967 году в беге на 400 метров победил на зимнем всесоюзном чемпионате в Москве. На Европейских легкоатлетических играх в помещении в Праге завоевал бронзовую награду на дистанции 400 метров, уступив только Манфреду Киндеру из ФРГ и Хартмуту Коху из ГДР. Вместе с соотечественниками Николаем Ивановым, Василием Анисимовым и Борисом Савчуком победил в эстафете 4 × 300 метров (4 × 2 круга) — принимал участие только в предварительном квалификационном забеге, тогда как в финале его заменил Александр Братчиков. Позднее на чемпионате страны в рамках IV летней Спартакиады народов СССР в Москве так же взял бронзу в дисциплине 400 метров.
Впоследствии проявил себя не тренерском поприще, в течение многих лет возглавлял Специализированную детско-юношескую школу олимпийского резерва № 6 в Киеве. Заслуженный тренер Украины. Заслуженный работник физической культуры и спорта Украины.
Умер 9 мая 2016 года в возрасте 70 лет.